# Albert Dornois
Albert Pierre Dornois, né à Sévigny dans l'Orne le 26 avril 1848 et mort à Paris (14e arrondissement) le 17 avril 1923, est un peintre, dessinateur et graveur français. Il repose au cimetiere de Sévigny dans sa ville natale.

## Biographie
Après avoir pris part à la guerre de 1870 comme sergent-major de la Compagnie des mobilisés d'Argentan, élève de Maxime Lalanne, Léon Germain Pelouse, Gustave Boulanger et Georges Le Febvre, membre du Salon des artistes français, il obtient une mention honorable à l'Exposition universelle de Paris de 1889.
Il remporte en 1886 une médaille de 1re classe à l'Exposition internationale de blanc et noir.

## Œuvres
- La Cité de Carcassonne (fusain, v. 1884)[5]
- Le Château de Carrouges (1890)[6]
- Champ d'avoine à Mortrée (Orne) (1892)[7]
- La côte de Trouville (eau-forte, 1907)[8]